# Eriocaulaceae
{{Taxobox
| name = 
| image = Eriocaulon decangulare (1832).jpg
| image_width = 250п
| image_caption = 
| regnum = 
| divisio = 
| classis = 
| unranked_ordo = 
| ordo = 
| familia = 
| familia_authority = 
| subdivision_ranks = потфамилије
| subdivision = 
-{Eriocauloideae

Paepalanthoideae}-
}}
Eriocaulaceae је фамилија монокотиледоних скривеносеменица из реда Poales. Обухвата 10 родова са 1160 врста пантропског распрострањења. Врсте ове фамилије су већином вишегодишње зељасте биљке, које подсећају на сродне сите (Juncaceae) и траве оштрице (Cyperaceae).

## Класификација фамилије
Фамилија Eriocaulaceae дели се на две потфамилије, од којих номинотипска (Eriocauloideae) обухвата само један род.
потфамилија -{Eriocauloideae
- Eriocaulon}-

потфамилија -{Paepalanthoideae
- Blastocaulon
- Lachnocaulon
- Leiothrix
- Mesanthemum
- Paepalanthus
- Philodice
- Rhodonanthus
- Syngonanthus
- Tonina}-